# Cattedrale di Nostra Signora (Viborg)
La cattedrale di Nostra Signora (in danese Viborg Domkirke oppure Vor Frue Kirke) è la chiesa principale della città di Viborg, in Danimarca. 
Fu ricostruita in stile neoromanico nel XIX secolo sul sito di un precedente edificio del XII secolo.

## Storia

### L'edificio precedente

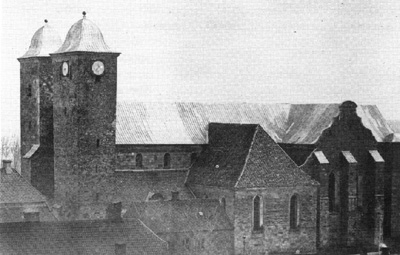
La chiesa prima del 1864

L'edificazione della chiesa originaria seguì di poco la suddivisione dello Jutland in 4 diocesi. Nel 1060 infatti il sovrano Sweyn II di Danimarca istituì le diocesi di Ribe, Aarhus, Viborg e Vestervig (in seguito Aalborg). La cattedrale venne costruita, come quelle di Ribe, Lund e Schleswig, durante durante il regno di Niels di Danimarca (1104-1134).

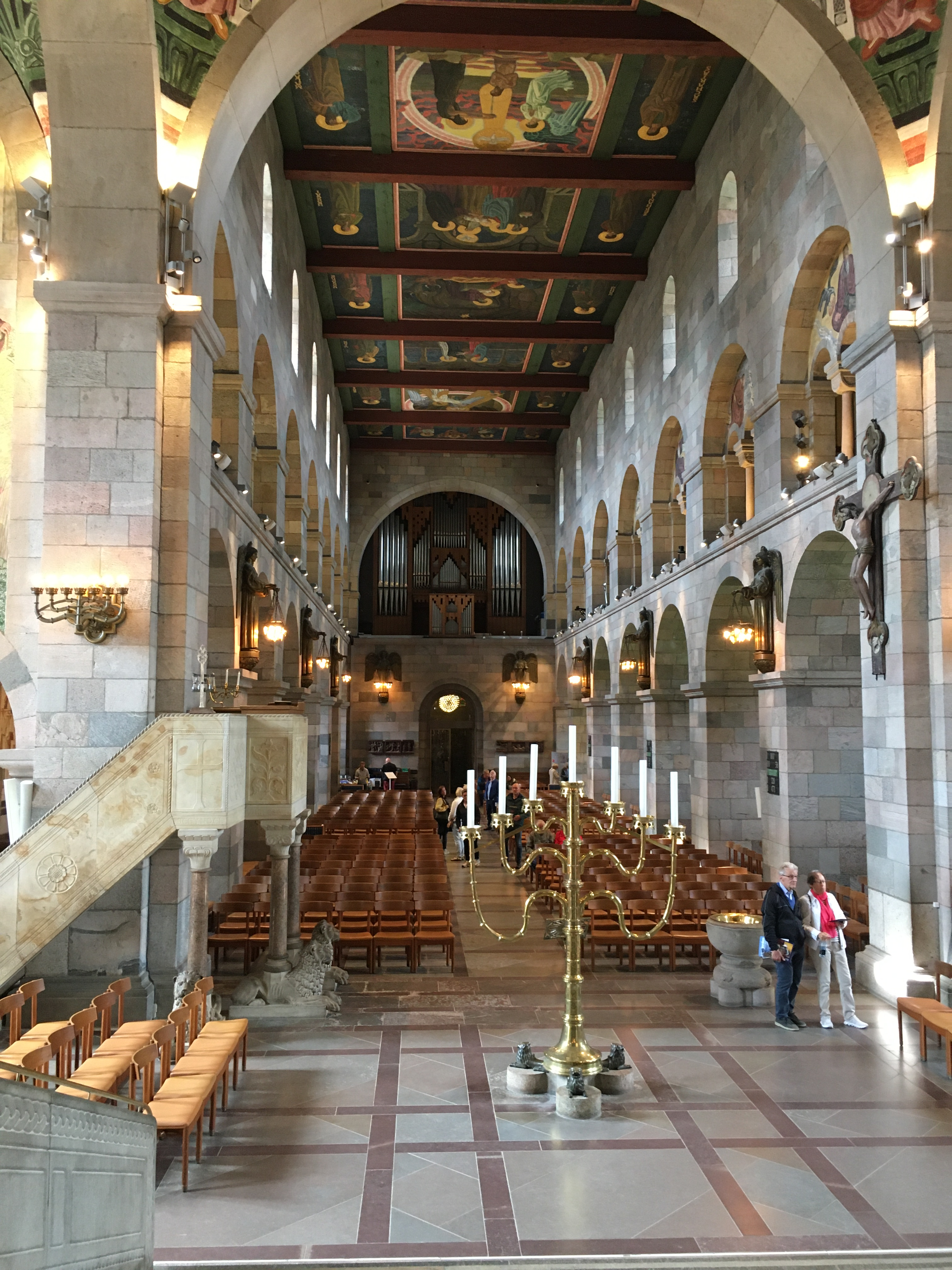
Vista dell'interno

Era una chiesa a pianta cruciforme con coro, due torri a ovest e due raffinate torri campanarie ad est, la cripta fu terminata solo dopo l'uccisione del vescovo Eskild (1112–1133) avvenuta nel contesto della guerra civile tra il sovrano Niels di Danimarca ed Eric Emune che sarebbe diventato il successivo sovrano e accusato dell'uccisione del vescovo.
La scelta del granito come materiale di costruzione appare inconsueta laddove il materiale di costruzione più comune per l'epoca era il tufo, come nel caso della cattedrale di Ribe. La chiesa di Viborg era presumibilmente la più grande chiesa in granito al mondo, un altro esempio in Danimarca è la chiesa di Vestervig.
Nel 1145, ancora prima del completamento dell'edificio, vi fu un incendio in città, la leggenda vuole che la chiesa fu risparmiata grazie alle preghiere di un decano salito di corsa su una delle torri.
Nel 1501 la chiesa fu colpita da un fulmine, l'incendio distrusse le torri occidentali, il tetto del transetto e parte dell'abside ma l'edificio venne ricostruito prima del 1508.
Nel 1567 Viborg e la cattedrale vennero nuovamente distrutte da un incendio, la ricostruzione fu lunga e laboriosa, alle torri vennero aggiunte delle alte guglie, queste però crollarono durante un nuovo incendio nel 1726 danneggiando la volta dell'edificio di cui rimasero solo le pareti esterne e resti della volta. La ricostruzione effettuata sotto la supervisione del capomastro del regno Claus Stallknecht fu troppo frettolosa, la chiesa riaprì nel 1730 ma la volta mostrò dei difetti strutturali, a causa del rischio di crollo la chiesa venne definitivamente chiusa nel 1862.

### La nuova costruzione
Nel 1863 la chiesa fu demolita, il progetto della chiesa nuova fu influenzato dalle teorie dell'arte nazionale di Niels Laurits Høyen e prevedeva una chiesa in stile medievale su modello della cattedrale di Lund, i due progettisti erano Julius Tholle che morì di lì a poco e Niels Sigfred Nebelong. Alla morte di Nebelong nel 1871 l'edificio venne completato da Hermann Baagøe Storck e fu inaugurato il 10 settembre 1876.

## Interno

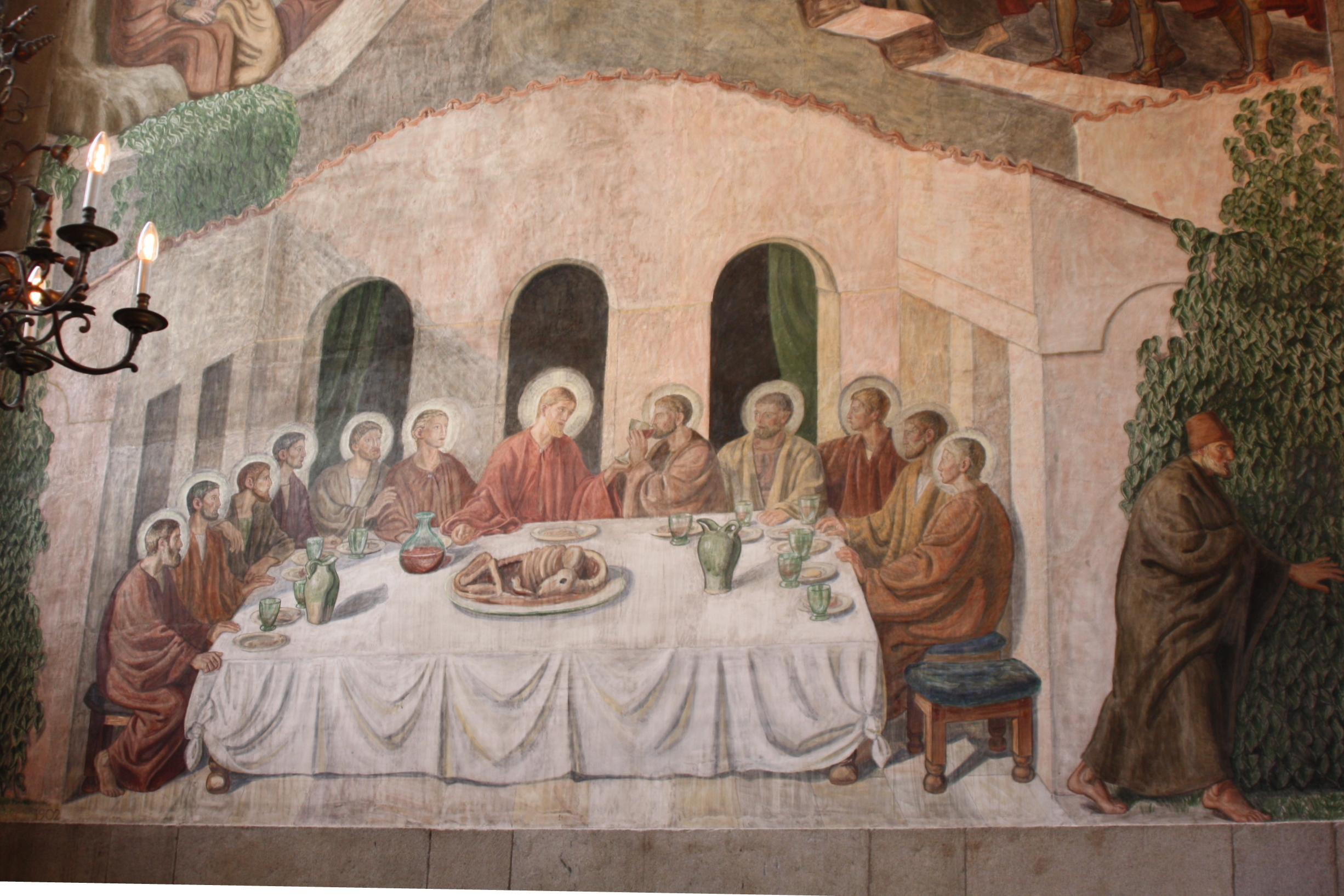
L'affresco dell'ultima cena, opera di Skovgaard

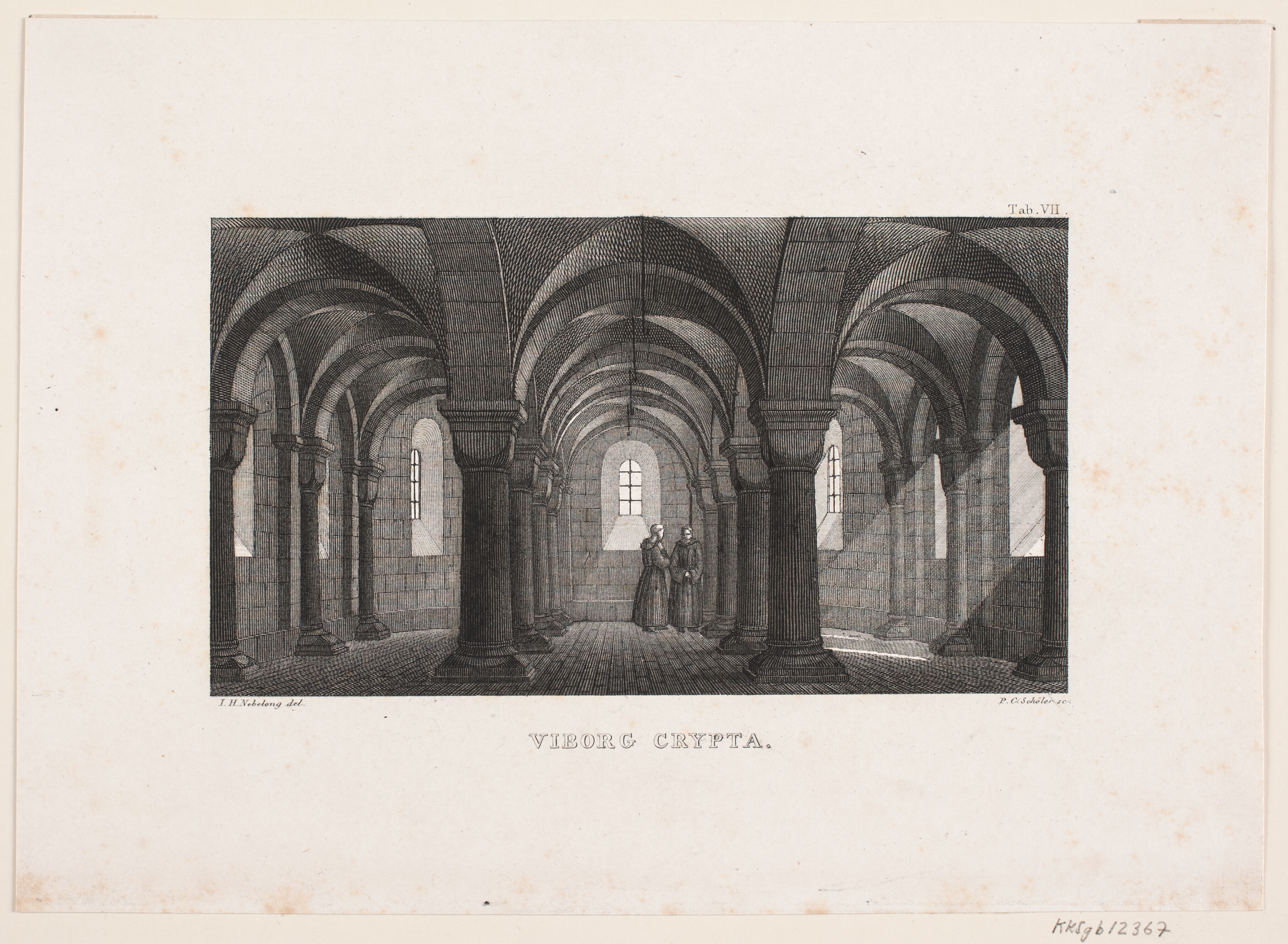
La cripta in un'incisione di Peter Christian Schøler

L'interno della chiesa è dominato dagli affreschi realizzati da Joakim Skovgaard tra il 1901 e il 1906. Raffigurano scene della Bibbia, nelle navate laterali scene dell'Antico Testamento, nel transetto scene dalla vita di Gesù e nel coro Resurrezione e Ascensione. Sulla volta  a cassettoni della navata centrale a scene della natività.
Nella parte centrale del coro si trova la tomba del re Erik V di Danimarca, assassinato nel 1286.
La parte più antica della chiesa, la cripta, è a tre navate separate da colonne